# Кордемучаш
Кордемуча́ш (рос. Кордемучаш, марій. Кӧрдеммучаш) — присілок у складі Совєтського району Марій Ел, Росія. Входить до складу Вятського сільського поселення.

## Населення
Населення — 108 осіб (2010; 85 у 2002).
Національний склад (станом на 2002 рік):
- марі — 99 %